# ショルツ内閣
ショルツ内閣（ショルツないかく、独: Kabinett Scholz）は、2021年9月26日のドイツ連邦議会選挙を経て2021年12月8日に成立したドイツ連邦内閣。社会民主党（SPD）のオラフ・ショルツ が率いた連立政権である。16年の長期にわたるアンゲラ・メルケル政権の後を受けて発足した。
当初はSPDと同盟90/緑の党（B90/Gr）、自由民主党 （FDP）の三党連立政権であったが、2024年11月7日にショルツが内部対立を理由にクリスティアン・リントナー財務大臣（FDP党首）を解任し、FDPは連立政権を離脱。以降は少数与党政権となった。

## 構成
この連邦内閣はオラフ・ショルツ連邦首相と16人の連邦大臣で構成されている。政党別の構成は、内閣が発足した2021年12月当時、SPDが8人、B90/Grは5人、FDPは4人となっていた。
政党のシンボルカラーを捉えて、この連立内閣は「信号連立」政権（独: Ampelkoalition）の名で呼ばれている。
ショルツ首相を除く閣僚16人のうち半数の8人を女性が占める。年齢構成（内閣発足時）では、63歳のショルツ首相を除く閣僚16人は、40代・50代の年代で占められている。
FDPのリントナー党首は財務大臣として入閣したものの、2025年度予算案の財源を巡る争いでショルツ首相との対立が激化した。2024年11月7日にリントナーは財務大臣を解任され、これによりFDPは連立政権からの離脱を表明。3党による連立政権は終焉を迎えた。
以下の閣僚で構成される。
《この節の主な出典：ドイツ語版Wikipedia記事》
| 役職                                       | 名前 | 名前                                       | 任期                          | 政党              |
| ------------------------------------------ | ---- | ------------------------------------------ | ----------------------------- | ----------------- |
| 連邦首相                                   |      | オラフ・ショルツ                           | 2021年12月8日 -               | 社会民主党        |
| 副首相 経済・エネルギー大臣                |      | ロベルト・ハーベック                       | 2021年12月8日 -               | 同盟90/緑の党     |
| 財務大臣                                   |      | クリスティアン・リントナー                 | 2021年12月8日 - 2024年11月7日 | 自由民主党        |
| 財務大臣                                   |      | イェルク・クキース                         | 2024年11月7日 -               | 社会民主党        |
| 内務・国土大臣                             |      | ナンシー・フェーザー                       | 2021年12月8日 -               | 社会民主党        |
| 外務大臣                                   |      | アンナレーナ・ベアボック                   | 2021年12月8日 -               | 同盟90/緑の党     |
| 司法大臣                                   |      | マルコ・ブッシュマン                       | 2021年12月8日 - 2024年11月7日 | 自由民主党        |
| 司法大臣                                   |      | フォルカー・ヴィッシング                   | 2024年11月7日 -               | 無所属            |
| 労働・社会大臣                             |      | フーベルトゥス・ハイル                     | 2021年12月8日 -               | 社会民主党        |
| 国防大臣                                   |      | クリスティーネ・ランブレヒト               | 2021年12月8日 - 2023年1月19日 | 社会民主党        |
| 国防大臣                                   |      | ボリス・ピストリウス                       | 2023年1月19日 -               | 社会民主党        |
| 食品・農業大臣                             |      | ジェム・オズデミル                         | 2021年12月8日 -               | 同盟90/緑の党     |
| 家族・高齢者・女性・青少年大臣             |      | アンネ・シュピーゲル                       | 2021年12月8日 - 2022年4月25日 | 同盟90/緑の党     |
| 家族・高齢者・女性・青少年大臣             |      | リザ・パウス                               | 2022年4月25日 -               | 同盟90/緑の党     |
| 保健大臣                                   |      | カール・ラウターバッハ                     | 2021年12月8日 -               | 社会民主党        |
| デジタル・交通大臣                         |      | フォルカー・ヴィッシング                   | 2021年12月8日 -               | 自由民主党→無所属 |
| 環境・自然保護・原子力安全・消費者保護大臣 |      | シュテフィ・レムケ                         | 2021年12月8日 -               | 同盟90/緑の党     |
| 教育・研究大臣                             |      | ベッティーナ・シュターク＝ヴァッツィンガー | 2021年12月8日 - 2024年11月7日 | 自由民主党        |
| 教育・研究大臣                             |      | ジェム・オズデミル                         | 2024年11月7日 -               | 同盟90/緑の党     |
| 経済協力・開発大臣                         |      | スベニャ・シュルツェ                       | 2021年12月8日 -               | 社会民主党        |
| 住宅、都市開発及び建設担当大臣             |      | クララ・ガイヴィッツ                       | 2021年12月8日 -               | 社会民主党        |
| 連邦首相府長官                             |      | ヴォルフガング・シュミット                 | 2021年12月8日 -               | 社会民主党        |